# 侧扁隐海螂
侧扁隐海螂（学名：Cryptomya busoensis），是海螂目海螂蛤科Cryptomya属的一种。主要分布于中国大陆，常栖息在水深45-56米。